# Lazaros Lamprou
Lazaros Lamprou (Grieks: Λάζαρος Λάμπρου) (Katerini, 19 december 1997) is een Grieks voetballer die doorgaans als aanvaller speelt. Sinds augustus 2024 speelt hij voor Raków Częstochowa, dat hem overnam van Excelsior.

## Carrière

### Jeugd
Lazaros Lamprou speelde in de jeugd van Pontioi Katerini FC en Panathinaikos FC. Bij Panathinaikos speelde hij in het seizoen 2015/16 twee bekerwedstrijden, waarna hij transfervrij naar Iraklis FC vertrok.

### Pananios
Na een half jaar bij Iraklis werd hij voor driehonderdduizend euro gekocht door PAOK Saloniki, wat hem twee seizoenen aan Panionios verhuurde. Met Panionios wist Lamprou zich in zijn eerste halve seizoen te kwalificeren voor de Europa League, waarin Panionios in de voorronde werd uitgeschakeld door Maccabi Tel Aviv.

### Fortuna Sittard
In het seizoen 2018/19 wordt hij door PAOK Saloniki aan Fortuna Sittard verhuurd. Op 16 september maakte hij als invaller zijn debuut voor Fortuna tegen NAC Breda (3-2 overwinning). Op 21 oktober scoorde hij in een 3-1 overwinning op De Graafschap zijn eerste twee doelpunten voor Fortuna Sittard. Op 10 februari 2019 was hij opnieuw goed voor twee doelpunten, ditmaal in een 4-1 winst op Excelsior Rotterdam. In 27 wedstrijden kwam Lamprou dat seizoen tot acht doelpunten en tien assists. 

### FC Twente
Na een jaar als wissel bij PAOK Saloniki werd Lamprou voor het seizoen 2020/21 verhuurd aan FC Twente. Hij maakte als invaller tegen zijn oude club Fortuna zijn debuut op 12 september 2020. Lamprou kwam bij Twente echter niet tot een vaste basisplaats en per 30 december 2020 werd de huurovereenkomst per direct beëindigd.

### Excelsior
Nadat hij in het seizoen 2021/22 op huurbasis voor OFI Kreta uitkwam, kocht Excelsior Lamprou in de zomer van 2022 voor zo'n 450.000 euro over van PAOK Saloniki. Hij tekende een contract voor twee seizoenen met een optie voor nog een jaar. Hij maakte op 4 september zijn debuut voor Excelsior tegen RKC Waalwijk. Op 8 oktober was hij in een 1-1 gelijkspel met N.E.C. belangrijk met zijn eerste doelpunt voor de club. Elf dagen later scoorde hij tweemaal in de bekerwedstrijd tegen MVV Maastricht (5-1). Hij was goed voor zes goals en drie assists in zijn eerste seizoen. Lamprou begon goed aan het seizoen 2023/24, met drie assists in de eerste vier wedstrijden. 

### Raków Częstochowa
Op 9 juli 2024, tekende Lamprou een driejarige contract bij Raków Częstochowa

## Clubstatistieken
| Seizoen                        | Club              | Competitie     | Competitie | Competitie | Beker | Beker | Beker | Beker | Totaal | Totaal |
| Seizoen                        | Club              | Competitie     | Wed.       | Dlp.       | Wed.  | Dlp.  | Wed.  | Dlp.  | Wed.   | Dlp.   |
| ------------------------------ | ----------------- | -------------- | ---------- | ---------- | ----- | ----- | ----- | ----- | ------ | ------ |
| 2015/16                        | Panathinaikos     | Super League   | 0          | 0          | 2     | 0     | 0     | 0     | 2      | 0      |
| 2016/17                        | Iraklis           | Super League   | 10         | 1          | 3     | 0     | –     | –     | 13     | 1      |
| 2016/17                        | → Panionios       | Super League   | 10         | 0          | 0     | 0     | 4     | 0     | 14     | 0      |
| 2017/18                        | → Panionios       | Super League   | 22         | 5          | 5     | 2     | 4     | 1     | 31     | 8      |
| 2018/19                        | → Fortuna Sittard | Eredivisie     | 24         | 7          | 3     | 1     | –     | –     | 27     | 8      |
| 2019/20                        | PAOK Saloniki     | Super League   | 10         | 2          | 5     | 1     | –     | –     | 15     | 3      |
| 2020/21                        | → FC Twente       | Eredivisie     | 7          | 0          | 1     | 0     | –     | –     | 8      | 0      |
| 2020/21                        | PAOK Saloniki     | Super League   | 8          | 0          | 3     | 0     | 1     | 0     | 12     | 0      |
| 2021/22                        | → OFI Kreta       | Super League   | 24         | 5          | 2     | 0     | 5     | 0     | 31     | 5      |
| 2022/23                        | Excelsior         | Eredivisie     | 28         | 4          | 2     | 2     | 0     | 0     | 30     | 6      |
| 2023/24                        | Excelsior         | Eredivisie     | 17         | 3          | 3     | 1     | 0     | 0     | 20     | 4      |
| Carrièretotaal                 | Carrièretotaal    | Carrièretotaal | 160        | 27         | 29    | 7     | 14    | 1     | 203    | 35     |
| Bijgewerkt t/m 8 februari 2024 |                   |                |            |            |       |       |       |       |        |        |